# Head Over Heels (Abba-låt)
Head Over Heels är en sång av den svenska popgruppen Abba som skrevs och producerades av gruppmedlemmarna Benny Andersson och Björn Ulvaeus. Den gavs ut på gruppens åttonde  musikalbum, The Visitors 1981 och släpptes som singel 1982. 

## Historik
Inspelningen av melodin påbörjades den 2 september 1981 i Polarstudion i Stockholm. Inspelningen fick titeln Tango. Den slutgiltiga mixen av Head Over Heels gjordes i Polarstudion den 12 november. Sången i verserna sjungs av Agnetha Fältskog. 
Tanken var att Head Over Heels skulle vara en klassisk, glad Abba-låt, men gruppen själva är inte nöjda med resultatet, vilket Anni-Frid Lyngstad förklarar i Carl-Magnus Palms bok ABBA - människorna och musiken: "När man har gått igenom en separation, som vi ju allihop hade gjort då, så påverkar det förstås atmosfären i studion. [...] Den glädje som alltid fanns i våra sånger, även om sången i sig själv var sorgsen, var borta. Vi hade glidit ifrån varandra som människor, och den samhörighet som alltid hade varit en del av våra inspelningar fanns inte kvar längre."
Head Over Heels utelämnades från gruppens sammanställning av singelskivor i slutet av 1982; The Singles - The First Ten Years. Däremot togs den med på samlingsalbumet More Abba Gold – More Abba Hits 1993.

### Musikvideo
Abba filmade en video till Head Over Heels i Stockholm i regi av Lasse Hallström. Det är gruppens enda musikvideo där regissören själv syns i bild; det är honom Lyngstad springer in i på gatan. Handlingen i videon är tagen direkt från texten; där Lyngstad agerar den jäktade kvinnan rusar genom butiker med sin trötte make i släptåg (spelad av Ulvaeus).

## Singeln
Head Over Heels släpptes som andra singel från The Visitors med albumets titelspår som B-sida (omslagsbild). Detta blev gruppens minst framgångsrika singel i Storbritannien sedan I Do, I Do, I Do, I Do, I Do sju år tidigare. Den nådde som högst plats 25 på brittiska listan och bröt därmed en svit av 18 singlar som nått topp 10; från SOS 1975 till One of Us 1981. Gruppens storhetstid var på väg att ta slut och mindre än ett år efter detta singelsläpp var gruppen upplöst. 
När singeln släpptes i USA gjordes en rockad och The Visitors sattes som A-sida och Head Over Heels som B-sida. 

### Listplaceringar
| Lista (1982)              | Topplacering |
| ------------------------- | ------------ |
| Belgiska singellistan     | 2            |
| Brittiska singellistan    | 25           |
| Franska singellistan      | 10           |
| Irländska singellistan    | 14           |
| Nederländska singellistan | 4            |
| Polska singellistan       | 6            |
| Schweiziska singellistan  | 18           |
| Tyska singellistan        | 19           |
| Österrikiska singellistan | 8            |

## Musiker
- Benny Andersson - klaviatur
- Lasse Wellander - gitarr
- Rutger Gunnarsson - bas
- Ola Brunkert - trummor